# 渡邊雄一郎
渡邊 雄一郎（わたなべ ゆういちろう、1986年3月31日 - ）は、大阪府泉佐野市出身の競艇選手。登録番号4184。身長159cm。血液型A型。90期。大阪支部所属。同期に長野壮志郎、石野貴之、宇野弥生らがいる。

## 来歴
- やまと競艇学校時代、リーグ戦勝率3.45の成績を残した。
- 2002年5月10日、住之江競艇場でデビュー（2着）。
- 2002年7月6日、尼崎競艇場での一般競走初日1Rで初勝利（17走目）。
- 2005年1月12日、蒲郡競艇場での「中日スポーツ賞 第25回龍神杯争奪戦」で初優勝。
- 2008年1月22日、丸亀競艇場での「第22回新鋭王座決定戦競走」にG1初出場。同日、初日7RでG1初勝利。
- 2009年10月27日、三国競艇場での「かんなづき第1戦」で優勝。
- 2010年5月16日、平和島競艇場での「ミニボートピア黒石開設1周年記念」で優勝（通算3回目）